# Francisco Eurico da Silva
Pour les articles homonymes, voir Francisco Silva.
 (mai 2016).
Francisco Eurico da Silva, né le 12 septembre 1962, est un homme politique brésilien.
Il est réélu député fédéral en 2014, pour la 55ème législature (2015-2019).
Il a voté pour la procédure de destitution de Dilma Rousseff.
Il vote en faveur du Nouveau régime fiscal (pt).
En avril 2017, il s'oppose à la Réforme travailliste (pt),.